# Lista desenelor cu Bugs Bunny
Scopul acestei pagini este de a prezenta lista cu toate desenele în care apare Bugs Bunny.

## Desenele Bugs Bunny în oridine cronologică, bazată pe data realizării
NOTĂ: Desenle marcate cu un asterix sunt în domeniul public. "MM" înseamnă Merrie Melodies și "LT" înseamnă Looney Tunes. Regizorii sunt notați la fiecare desen.

### 1940
- 001 A Wild Hare 7/27/40 (MM, Tex Avery) (debut oficial) – Cu Elmer Fudd

### 1941
- 002 Elmer's Pet Rabbit 1/4/41 (MM, Chuck Jones) – Cu Elmer Fudd
- 003 Tortoise Beats Hare 3/15/41 (MM, Avery) – Cu Țestoasa Cecil
- 004 Hiawatha's Rabbit Hunt 6/7/41 (MM, Friz Freleng)
- 005 The Heckling Hare 7/5/41 (MM, Avery)
- 006 All This and Rabbit Stew 9/20/41* (MM, Avery) (unul din desenele cenzurate)
- 007 Wabbit Twouble 12/20/41 (MM, Bob Clampett) – Cu Elmer Fudd

### 1942
- 008 The Wabbit Who Came to Supper 3/28/42* (MM, Freleng) – Cu Elmer Fudd
- 009 The Wacky Wabbit 5/2/42* (MM, Clampett) – Cu Elmer Fudd
- 010 Hold the Lion, Please 6/13/42 (MM, Jones)
- 011 Bugs Bunny Gets The Boid 7/11/42 (MM, Clampett) – Cu Beaky Uliul
- 012 Fresh Hare 8/22/42* (MM, Freleng) – Cu Elmer Fudd
- 013 The Hare-Brained Hypnotist 10/31/42 (MM, Freleng) – Cu Elmer Fudd
- 014 Case of the Missing Hare 12/12/42* (MM, Jones)

### 1943
- 015 Tortoise Wins By a Hare 2/20/43 (MM, Clampett) – Cu Țestoasa Cecil
- 016 Super-Rabbit 4/3/43 (MM, Jones)
- 017 Jack-Wabbit and the Beanstalk 6/12/43 (MM, Freleng)
- 018 Wackiki Wabbit 7/3/43* (MM, Jones)
- 019 Falling Hare 10/30/43* (MM, Clampett)

### 1944
- 020 Little Red Riding Rabbit 1/4/44 (MM, Freleng)
- 021 What's Cookin' Doc? 1/8/44 (MM, Clampett)
- 022 Bugs Bunny and the Three Bears 2/26/44 (MM, Jones)
- 023 Bugs Bunny Nips the Nips 4/22/44 (MM, Freleng)
- 024 Hare Ribbin' 6/24/44 (MM, Clampett)
- 025 Hare Force 7/22/44 (MM, Freleng)
- 026 Buckaroo Bugs 8/26/44 (LT, Clampett)
- 027 The Old Grey Hare 10/28/44 (MM, Clampett) – Cu Elmer Fudd
- 028 Stage Door Cartoon 12/30/44 (MM, Freleng) – Cu Elmer Fudd

### 1945
- 029 Herr Meets Hare 1/13/45 (MM, Freleng)
- 030 The Unruly Hare 2/10/45 (MM, Frank Tashlin) – Cu Elmer Fudd
- 031 Hare Trigger 5/5/45 (MM, Freleng) – Cu Yosemite Sam
- 032 Hare Conditioned 8/11/45 (LT, Jones)
- 033 Hare Tonic 11/10/45 (LT, Jones) – Cu Elmer Fudd

### 1946
- 034 Baseball Bugs 2/2/46 (LT, Freleng)
- 035 Hare Remover 3/23/46 (MM, Tashlin) – Cu Elmer Fudd
- 036 Hair-Raising Hare 5/25/46 (MM, Jones)
- 037 Acrobatty Bunny 6/29/46 (LT, Robert McKimson)
- 038 Racketeer Rabbit 9/14/46 (LT, Freleng) – Cu Rocky și Hugo
- 039 The Big Snooze 10/5/46 (LT, Clampett) – Cu Elmer Fudd
- 040 Rhapsody Rabbit 11/9/46 (MM, Freleng)

### 1947
- 041 Rabbit TransitRabbit Transit 5/10/47 (LT, Freleng) – Cu Țestoasa Cecil
- 042 A Hare Grows in Manhattan 5/23/47 (MM, Freleng)
- 043 Easter Yeggs 6/28/47 (LT, McKimson) – Cu Elmer Fudd
- 044 Slick Hare 11/1/47 (MM, Freleng) – Cu Elmer Fudd

### 1948
- 045 Gorilla My Dreams 1/3/48 (LT, McKimson)
- 046 A Feather in His Hare 2/7/48 (LT, Jones)
- 047 Rabbit Punch 4/10/48 (MM, Jones)
- 048 Buccaneer Bunny 5/8/48 (LT, Freleng) – Cu Yosemite Sam
- 049 Bugs Bunny Rides Again 6/12/48 (MM, Freleng) – Cu Yosemite Sam
- 050 Haredevil Hare 7/24/48 (LT, Jones) – Cu Marvin Marțianul
- 051 Hot Cross Bunny 8/21/48 (MM, McKimson)
- 052 Hare Splitter 9/26/48 (MM, Freleng)
- 053 A-Lad-In His Lamp 10/23/48 (LT, McKimson)
- 054 My Bunny Lies over the Sea 12/14/48 (MM, Jones)

### 1949
- 055 Hare Do 1/15/49 (MM, Freleng) – Cu Elmer Fudd
- 056 Mississippi Hare 2/26/49 (LT, Jones) – Cu Colonelul Shuffle
- 057 Rebel Rabbit 4/9/49 (MM, McKimson)
- 058 High Diving Hare 4/30/49 (LT, Freleng) – Cu Yosemite Sam
- 059 Bowery Bugs 6/4/49 (MM, Arthur Davis)
- 060 Long-Haired Hare 6/25/49 (LT, Jones)
- 061 Knights Must Fall 7/16/49 (MM, Freleng)
- 062 The Grey Hounded Hare 8/6/49 (LT, McKimson)
- 063 The Windblown Hare 8/27/49 (LT, McKimson)
- 064 Frigid Hare 10/7/49 (MM, Jones) – Cu Pinguinul Playboy
- 065 Which Is Witch 12/3/49 (LT, Freleng)
- 066 Rabbit Hood 12/24/49 (MM, Jones)

### 1950
- 067 Hurdy-Gurdy Hare 1/21/50 (MM, McKimson)
- 068 Mutiny on the Bunny 2/11/50 (LT, Freleng) – Cu Yosemite Sam
- 069 Homeless Hare 3/11/50 (MM, Jones)
- 070 Big House Bunny 4/22/50 (LT, Freleng) – Cu Yosemite Sam
- 071 What's Up Doc? 6/17/50 (LT, McKimson) – Cu Elmer Fudd
- 072 8 Ball Bunny 7/8/50 (LT, Jones) – Cu Pinguinul Playboy
- 073 Hillbilly Hare 8/12/50 (MM, McKimson)
- 074 Bunker Hill Bunny 9/23/50 (MM, Freleng) – Cu Yosemite Sam
- 075 Bushy Hare 11/11/50 (LT, McKimson)
- 076 Rabbit of Seville 12/16/50 (LT, Jones) – Cu Elmer Fudd

### 1951
- 077 Hare We Go 1/6/51 (MM, McKimson)
- 078 Rabbit Every Monday 2/10/51 (LT, Freleng) – Cu Yosemite Sam
- 079 Bunny Hugged 3/10/51 (MM, Jones)
- 080 The Fair-Haired Hare 4/14/51 (LT, Freleng) – Cu Yosemite Sam
- 081 Rabbit Fire 5/19/51 (LT, Jones) – Cu Daffy Duck și Elmer Fudd
- 082 French Rarebit 6/30/51 (MM, McKimson)
- 083 His Hare-Raising Tale 8/11/51 (LT, Freleng)
- 084 Ballot Box Bunny 10/6/51 (MM, Freleng) – Cu Yosemite Sam
- 085 Big Top Bunny 12/12/51 (MM, McKimson)

### 1952
- 086 Operation: Rabbit 1/19/52 (LT, Jones) – Cu Wile E. Coyote
- 087 Foxy by Proxy 2/23/52 (MM, Freleng)
- 088 14 Carrot Rabbit 3/15/52 (LT, Freleng) – Cu Yosemite Sam
- 089 Water, Water Every Hare 4/19/52 (LT, Jones)
- 090 The Hasty Hare 6/7/52 (LT, Jones) – Co-starring Marvin Marțianul
- 091 Oily Hare 7/26/52 (MM, McKimson)
- 092 Rabbit Seasoning 9/20/52 (MM, Jones) – Cu Daffy Duck și Elmer Fudd
- 093 Rabbit's Kin 11/15/52 (MM, McKimson) – Cu Pete Puma
- 094 Hare Lift 12/20/52 (LT, Freleng) – Cu Yosemite Sam

### 1953
- 095 Forward March Hare 2/4/53 (LT, Jones)
- 096 Upswept Hare 3/14/53 (MM, McKimson) – Cu Elmer Fudd
- 097 Southern Fried Rabbit 5/2/53 (LT, Freleng) – Cu Yosemite Sam
- 098 Hare Trimmed 6/20/53 (MM, Freleng) – Cu Yosemite Sam și Buni
- 099 Bully for Bugs 8/8/53 (LT, Jones)
- 100 Lumber Jack-Rabbit 9/25/53 (LT, Jones)
- 101 Duck! Rabbit, Duck! 10/3/53 (MM, Jones) – Cu Daffy Duck și Elmer Fudd
- 102 Robot Rabbit 12/12/53 (LT, Freleng) – Cu Elmer Fudd

### 1954
- 103 Captain Hareblower 1/16/54 (MM, Freleng) – Cu Yosemite Sam
- 104 Bugs and Thugs 3/13/54 (LT, Freleng) – Cu Rocky și Mugsy
- 105 No Parking Hare 5/1/54 (LT, McKimson)
- 106 Devil May Hare 6/19/54 (LT, McKimson) – Cu Diavolul Tasmanian
- 107 Bewitched Bunny 7/24/54 (LT, Jones) – Cu Vrăjitoarea Hazel
- 108 Yankee Doodle Bugs 8/28/54 (LT, Freleng)
- 109 Baby Buggy Bunny 12/18/54 (MM, Jones)

### 1955
- 110 Beanstalk Bunny 2/12/55 (MM, Jones) – Cu Daffy Duck și Elmer Fudd
- 111 Sahara Hare 3/26/55 (LT, Freleng) – Cu Yosemite Sam
- 112 Hare Brush 5/7/55 (MM, Freleng) – Cu Elmer Fudd
- 113 Rabbit Rampage 6/11/55 (LT, Jones) – Cameo de Elmer Fudd
- 114 This Is a Life? 7/9/55 (MM, Freleng) – Cu Daffy Duck, Elmer Fudd, Yosemite Sam și Buni
- 115 Hyde and Hare 8/27/55 (LT, Freleng)
- 116 Knight-mare Hare 10/1/55 (MM, Jones)
- 117 Roman Legion-Hare 11/12/55 (LT, Freleng) – Cu Yosemite Sam

### 1956
- 118 Bugs' Bonnets 1/14/56 (MM, Jones) – Cu Elmer Fudd
- 119 Broom-Stick Bunny 2/25/56 (LT, Jones) – Cu Vrăjitoarea Hazel
- 120 Rabbitson Crusoe 4/28/56 (LT, Freleng) – Cu Yosemite Sam
- 121 Napoleon Bunny-Part 6/16/56 (MM, Freleng)
- 122 Barbary Coast Bunny 7/21/56 (LT, Jones) – Cu Nasty Canasta
- 123 Half-Fare Hare 8/18/56 (MM, McKimson)
- 124 A Star Is Bored 9/15/56 (LT, Freleng) – Cu Daffy Duck, Elmer Fudd și Yosemite Sam
- 125 Wideo Wabbit 10/27/56 (MM, McKimson) – Cu Elmer Fudd
- 126 To Hare Is Human 12/15/56 (MM, Jones) – Cu Wile E. Coyote

### 1957
- 127 Ali Baba Bunny 2/9/57 (MM, Jones) – Cu Daffy Duck
- 128 Bedeviled Rabbit 4/13/57 (MM, McKimson) – Cu Diavolul Tasmanian
- 129 Piker's Peak 5/25/57 (LT, Freleng) – Cu Yosemite Sam
- 130 What's Opera, Doc? 7/6/57 (MM, Jones) – Cu Elmer Fudd
- 131 Bugsy and Mugsy 8/31/57 (LT, Freleng) – Cu Rocky și Mugsy
- 132 Show Biz Bugs 11/2/57 (LT, Freleng) – Cu Daffy Duck
- 133 Rabbit Romeo 12/14/57 (MM, McKimson) – Cu Elmer Fudd

### 1958
- 134 Hare-Less Wolf 2/1/58 (MM, Freleng)
- 135 Hare-Way to the Stars 3/29/58 (LT, Jones) – Cu Marvin Marțianul
- 136 Now Hare This 5/31/58 (LT, McKimson) – Cu B. B. Wolf
- 137 Knighty Knight Bugs 8/23/58 (a câștigat Premiul Oscar pentru cel mai bun scurt metraj de animație) (LT, Freleng) – Co-starring Yosemite Sam
- 138 Pre-Hysterical Hare 11/1/58 (LT, McKimson) – Cu Elmer Fudd

### 1959
- 139 Baton Bunny 1/10/59 (LT, Jones)
- 140 Hare-Abian Nights 2/28/59 (MM, Ken Harris) – Cu Yosemite Sam
- 141 Apes of Wrath 4/18/59 (MM, Freleng) – Cameo de Daffy Duck
- 142 Backwoods Bunny 6/13/59 (MM, McKimson)
- 143 Wild and Woolly Hare 8/1/59 (LT, Freleng) – Cu Yosemite Sam
- 144 Bonanza Bunny 9/5/59 (MM, McKimson) – Cu Blacque Jacque Shellacque
- 145 A Witch's Tangled Hare 10/31/59 (LT, Abe Levitow) – Cu Vrăjitoarea Hazel
- 146 People Are Bunny 12/19/59 (MM, McKimson) – Cu Daffy Duck

### 1960
- 147 Horse Hare 2/13/60 (LT, Freleng) – Cu Yosemite Sam
- 148 Person To Bunny 4/1/60 (MM, Freleng) – Cu Daffy Duck și Elmer Fudd
- 149 Rabbit's Feat 6/4/60 (LT, Jones) – Cu Wile E. Coyote
- 150 From Hare to Heir 9/3/60 (MM, Freleng) – Cu Yosemite Sam
- 151 Lighter Than Hare 12/17/60 (MM, Freleng) – Cu Yosemite Sam

### 1961
- 152 The Abominable Snow Rabbit 5/20/61 (LT, Jones) – Cu Daffy Duck
- 153 Compressed Hare 7/29/61 (MM, Jones) – Cu Wile E. Coyote
- 154 Prince Violent 9/2/61 (a fost mai târziu redenumit Prince Varmint pentru televiziune) (LT, Freleng) – Cu Yosemite Sam

### 1962
- 155 Wet Hare 1/20/62 (LT, McKimson) – Cu Blacque Jacque Shellacque
- 156 Bill of Hare 6/9/62 (MM, McKimson) – Cu Diavolul Tasmanian
- 157 Shishkabugs 12/8/62 (LT, Freleng) – Cu Yosemite Sam

### 1963
- 158 Devil's Feud Cake 2/9/63 (MM, Freleng) – Cu Yosemite Sam
- 159 The Million Hare 4/6/63 (LT, McKimson) – Cu Daffy Duck
- 160 Hare-Breadth Hurry 6/8/63 (LT, Jones) – Cu Wile E. Coyote
- 161 The Unmentionables 9/7/63 (MM, Freleng) – Cu Rocky and Mugsy
- 162 Mad as a Mars Hare 10/19/63 (MM, Jones) – Cu Marvin Marțianul
- 163 Transylvania 6-5000 11/30/63 (MM, Jones)

### 1964
- 164 Dumb Patrol 1/18/64 (LT, Gerry Chiniquy) – Cu Yosemite Sam; cameo de Porky Pig
- 165 Dr. Devil and Mr. Hare 3/28/64 (MM, McKimson) – Cu Tasmanian Devil
- 166 The Iceman Ducketh 5/16/64 (LT, Phil Monroe) – Cu Daffy Duck
- 167 False Hare 7/16/64 (LT, McKimson) – Co-starring B. B. Wolf; cameo de Foghorn Leghorn

## Cameo-uri
- Patient Porky (1940)
- Crazy Cruise (1942)
- Porky Pig's Feat (1943)
- Jasper Goes Hunting (1944) (un Puppetoon de Paramount Pictures)
- Gas (1944) (un desen Private Snafu)
- Three Brothers (1944) (un desen Private Snafu)
- Odor-able Kitty (1945) (o pisică deghizată în scons s-a îmbrăcat în Bugs Bunny pentru a scăpa de Pepe LePew.)
- The Goofy Gophers (1947)
- The Lion's Busy (1950) (ca un personaj de fundal într-o scenă)
- Duck Amuck (1953) (nevăzut până la sfârșit)

### Anii 90
- Box Office Bunny (1990), jucat de Jeff Bergman
- (Blooper) Bunny (Original: 1991, Revizualizare: 1997), jucat de Jeff Bergman
- Invasion of the Bunny Snatchers (1992), jucat de Jeff Bergman
- Carrotblanca (1995), juact de Greg Burson
- From Hare to Eternity (1996), jucat de Greg Burson

### Anii 2000
- Daffy Duck for President (2004), jucat de Joe Alaskey
- Hare and Loathing in Las Vegas (2004), jucat de Joe Alaskey

## Desene care fac neoficial parte din seria Bugs Bunny

### Anii 30
- Porky's Hare Hunt (1938), avându-l pe prototip
- Prest-O Change-O (1939), avându-l pe prototip
- Hare-um Scare-um (1939), avându-l pe prototip

### Anii 40
- Elmer's Candid Camera (1940), avându-l pe prototip
- A Corny Concerto (1943)
- Any Bonds Today? (1942)

### Anii 70
- Bugs and Daffy's Carnival of the Animals (1976)
- How Bugs Bunny Won The West (1978)
- Bugs Bunny's Howl-Oween Special (1978)
- Bugs Bunny's Thanksgiving Diet (1978)
- Bugs Bunny in King Arthur's Court (1978)
- Bugs Bunny's Mother's Day Special (1979)
- Bugs Bunny's Looney Christmas Tales (1979)
  - Bugs Bunny's Christmas Carol
  - Fright Before Christmas

### Anii 80
- The Bugs Bunny Mystery Special (1980)
- Bugs Bunny's Bustin' Out All Over (1980)
  - Portrait of the Artist as a Young Bunny
  - Spaced Out Bunny
- Bugs Bunny's Mad World Of Television (1982)
- Bugs Bunny's Wild World Of Sports (1989)

## Filme

### Filme documentare
- Bugs Bunny: Superstar (1975)

### Filme de compilare
- The Bugs Bunny-Road Runner Movie (1979)
- The Looney Looney Looney Bugs Bunny Movie (1981)
- Bugs Bunny's 3rd Movie: 1001 Rabbit Tales (1982)
- Daffy Duck's Quackbusters (1988)

### Filme caracteristice
- Who Framed Roger Rabbit (1988), jucat de Mel Blanc (cameo)
- Space Jam (1996), jucat de Billy West
- Looney Tunes: Back in Action (2003), jucat de Joe Alaskey

### Filme direct-pe-video
- Tweety's High-Flying Adventure (2000), jucat de Joe Alaskey (cameo)
- Bah, Humduck! A Looney Tunes Christmas (2006), jucat de Billy West

## Televiziune
- The Bugs Bunny Show (1960–2000), jucat de Mel Blanc (serial de compilare)
- Tiny Toons (1990–1995), jucat de Jeff Bergman, Greg Burson, și Noel Blanc
- Baby Looney Tunes (2002–2005), voiced by Samuel Vincent (ca Baby Bugs)
- Loonatics Unleashed (2005–2007), jucat de Charlie Schlatter (ca Ace Bunny)
- The Looney Tunes Show (2011–2014), jucat de Jeff Bergman
- Noile Looney Tunes (2015-prezent)